# Pierangelo Ghezzi
Pierangelo Ghezzi (1956-) est un astronome amateur italien qui observe depuis l'observatoire de Sormano.
D'après le Centre des planètes mineures, il a co-découvert dix-huit astéroïdes numérotés entre 1994 et 1998.
L'astéroïde (46691) Ghezzi porte son nom.

## Astéroïdes découverts
| (8208) Volta[1]                                                  | 28 février 1995   |
| (8209) Toscanelli[1]                                             | 28 février 1995   |
| (11970) Palitzsch[1]                                             | 4 octobre 1994    |
| (12410) Donald Duck[1]                                           | 26 septembre 1995 |
| (13158) 1995 UE[1]                                               | 17 octobre 1995   |
| (14024) Procol Harum[1]                                          | 9 septembre 1994  |
| (17740) 1998 BC19[2]                                             | 27 janvier 1998   |
| (19398) Creedence[1]                                             | 2 mars 1998       |
| (24861) 1996 DE1[2]                                              | 22 février 1996   |
| (32931) Ferioli[1]                                               | 26 septembre 1995 |
| (33151) 1998 DY11[3]                                             | 25 février 1998   |
| (39653) Carnera[1]                                               | 17 octobre 1995   |
| (48640) Eziobosso[1]                                             | 17 octobre 1995   |
| (48841) 1998 BB19[2]                                             | 27 janvier 1998   |
| (55810) Fabiofazio[1]                                            | 4 octobre 1994    |
| (100711) 1998 BD19[2]                                            | 27 janvier 1998   |
| (155410) 1996 CE2[1]                                             | 15 février 1996   |
| (173146) 1995 UM[1]                                              | 17 octobre 1995   |
| 1. avec Piero Sicoli 2. avec Augusto Testa 3. avec Marco Cavagna |                   |